# Adolfo Zon Pereira
Dom Adolfo Zon Pereira S.X. (Ourense, 23 de janeiro de 1956) é bispo católico espanhol radicado no Brasil. Atualmente está à frente da Diocese do Alto Solimões, Amazonas.

## Biografia
Nasceu em Ourense, Espanha, é religioso da Pia Sociedade de São Francisco Xavier para as Missões Estrangeiras, na qual professou em 2 de outubro de 1982. Foi ordenado sacerdote em 21 de junho de 1986.
Formou-se em Teologia pela Universidade de Comillas de Madri, Espanha e é mestrando em Teologia Pastoral na Universidade de Salamanca. No início de sua trajetória presbiteral, exerceu atividades na Pastoral da Juventude da Arquidiocese de Pamplona e Tudela na Espanha. Também foi co-pároco na Paróquia São Francisco Xavier (1988-1992) e ecônomo da comunidade xaveriana, no mesmo país.
Em 1993, mudou-se para o Brasil, onde iniciou estágio pastoral na Paróquia Nossa Senhora Rainha da Paz, na Diocese de Abaetetuba, Estado do Pará, na qual também exerceu, durante anos diferentes, atividades pastorais, entre elas, a de membro do Conselho Regional da Cáritas do Norte 2 da CNBB, de assessor na formação de leigos na Escola de Fé e Política, diretor da Escola Diocesana de Evangelizadores, vice-regional dos missionários xaverianos, de 2005 a 2010.
Foi administrador econômico da Diocese de Abaetetuba entre 2005 e 2006. Atuou como professor de Doutrina Social da Igreja no Instituto Regional de Formação Presbiteral no regional Norte 2 da CNBB.
Em 27 de agosto de 2014, foi nomeado pelo Papa Francisco bispo coadjutor da Diocese de Alto Solimões. Sua sagração episcopal ocorreu em Abaetetuba, pelas mãos de Dom Flávio Giovenale, SDB, ex-bispo diocesano, recém-transferido para a Diocese de Santarém, com auxílio de Dom José Maria Chaves dos Reis, o novo bispo de Abaetetuba, e Dom Alberto Taveira Corrêa, arcebispo de Belém do Pará, em 8 de novembro de 2014. Seis meses depois, sucedeu ao Frei Evangelista Alcimar Caldas Magalhães, OFM Cap, à frente da diocese.